# Universidad Kwangwoon
Universidad Kwangwoon es una universidad privada de investigación en Nowon-gu, Seúl, Corea del Sur. Universidad Kwangwoon ha sido reconocida por su reputación académica en ingeniería y tecnología de la información.

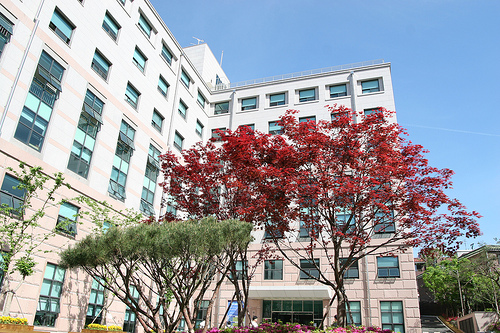
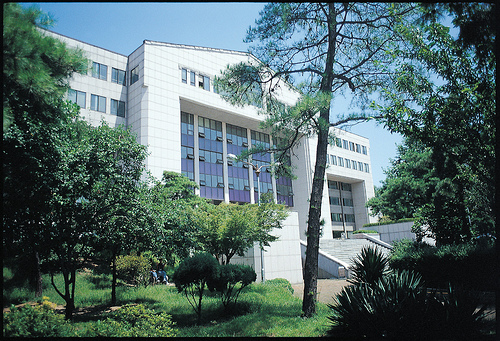
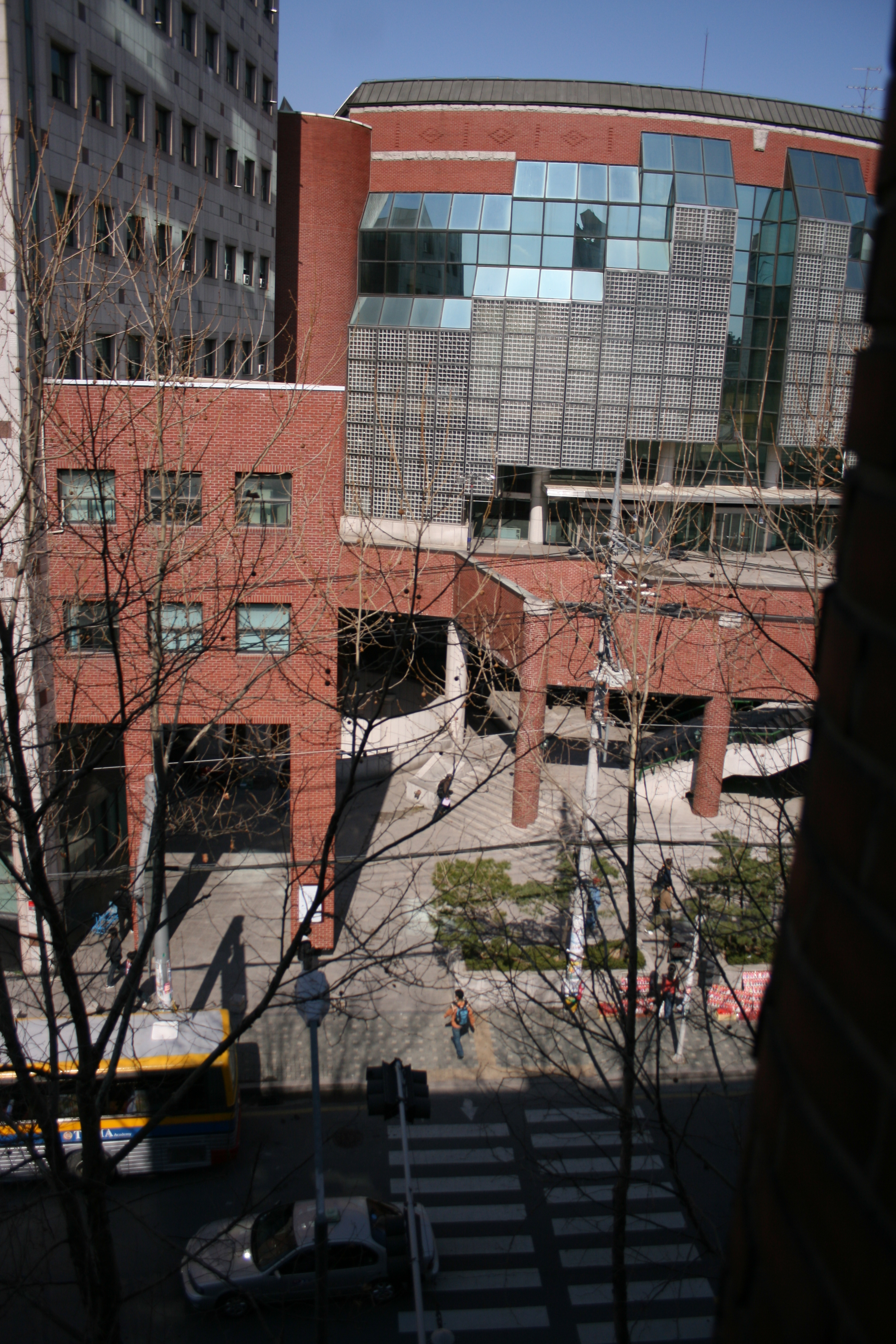
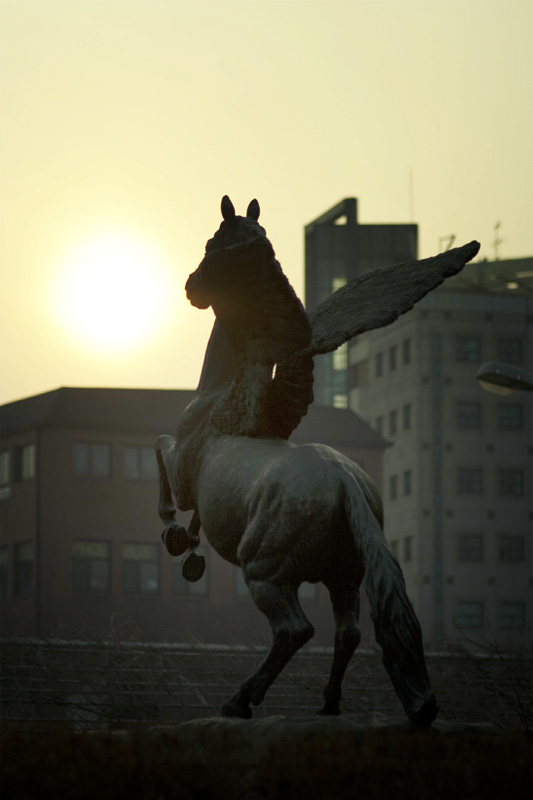

## Escuelas de Graduados
- Escuela de Graduados en Administración de Empresas
- Escuela de Graduados de la Información Contenido
- Escuela de Graduados en Educación
- Escuela de Graduados de Estudios Ambientales
- Escuela de Graduados de Asesoramiento, Bienestar y Política
- Escuela de Graduados de la información y la comunicación

- Datos: Q212297
- Multimedia: Kwangwoon University / Q212297

- Wikimedia Commons alberga una categoría multimedia sobre Universidad Kwangwoon.